# Введенка (Одесская область)
Введе́нка (укр. Введенка) — село, относится к Саратскому району Одесской области Украины. Протекает река Чилигидер.
Население по переписи 2001 года составляло 1015 человек. Почтовый индекс — 68230. Телефонный код — 4848. Занимает площадь 2,07 км². Код КОАТУУ — 5124580501.

## Местный совет
68230, Одесская обл., Саратский р-н, с. Введенка, ул. Центральная, 3.